# Fraser (Vorname)
Fraser ist ein männlicher Vorname.
Er ist englischer Herkunft und bedeutet so viel wie „Pflanzer der Erdbeeren“.

## Bekannte Namensträger
- Fraser Anning (* 1949), australischer Politiker
- Fraser Corsan (* 1975), englischer Luftfahrtingenieur und Wingsuit-Flieger
- Fraser Gange (1887–1962),  US-amerikanischer Opern- und Oratoriensänger sowie Gesangspädagoge
- Fraser MacMaster (* 1978), neuseeländischer Radrennfahrer
- Fraser Murray (* 1999), schottischer Fußballspieler
- Fraser Taggart, Kameramann